# ルツィヤ・ポラウデル
ルシージャ・ポラウデル（スロベニア語: Lucija Polavder、1984年12月15日 - ）は、スロベニアの女子柔道家。

## 来歴
11歳の時に柔道を始めた。2007年の世界選手権無差別決勝では日本の塚田真希に敗れたが2位となった。翌年の北京オリンピックでも準決勝で塚田と戦って敗れるが、3位決定戦で韓国の金ナ永を下し銅メダルを獲得した。しかし、2012年ロンドンオリンピックでは初戦で敗れた。
167 cm、88kgとこの階級としてはかなり小柄ながら素早く動き回って相手を翻弄する柔道スタイルで活躍している。
現在はスロベニア軍のスポーツ班に所属しており、またツェリェに位置しているSankaku柔道クラブの一員でもある。

## 主な戦績
- 2001年 - ヨーロッパジュニア　3位
- 2002年 - ヨーロッパ選手権　7位
- 2002年 - 世界ジュニア　7位
- 2003年 - ブルガリア国際　2位
- 2003年 - オーストリア国際　優勝
- 2003年 - ヨーロッパ選手権　無差別　3位
- 2003年 - ヨーロッパジュニア　優勝
- 2004年 - ロシア国際　2位
- 2004年 - ブルガリア国際　2位
- 2005年 - 世界選手権　無差別　5位
- 2006年 - ブルガリア国際　優勝
- 2006年 - ドイツ国際　優勝
- 2006年 - ヨーロッパ選手権　3位
- 2006年 - 世界軍人選手権大会　2位
- 2007年 - ブルガリア国際　優勝
- 2007年 - ヨーロッパ選手権　3位
- 2007年 - ロシア国際　2位
- 2007年 - 世界選手権　無差別　2位
- 2007年 - オランダ国際　3位
- 2007年 - ミリタリーワールドゲームズ　優勝
- 2008年 - ブルガリア国際　優勝
- 2008年 - ハンガリー国際　2位
- 2008年 - ドイツ国際　3位
- 2008年 - ヨーロッパ選手権　3位
- 2008年 - 北京オリンピック　3位
- 2008年 - 嘉納杯　5位
- 2009年 - ワールドカップ・ソフィア　2位
- 2009年 - ワールドカップ・ウィーン　3位
- 2009年 - ワールドカップ・プラハ　優勝
- 2009年 - ヨーロッパ選手権　5位
- 2009年 - グランプリ・チュニス　優勝
- 2009年 - 地中海競技大会　優勝
- 2009年 - グランドスラム・東京　3位
- 2010年 - ワールドカップ・ソフィア　優勝
- 2010年 - グランプリ・デュッセルドルフ　3位
- 2010年 - ヨーロッパ選手権　優勝
- 2010年 - グランプリ・チュニス　優勝
- 2010年 - グランドスラム・リオデジャネイロ　優勝
- 2010年 - ヨーロッパ軍人選手権大会　優勝
- 2010年 - グランドスラム・東京　5位
- 2011年 - ワールドマスターズ　3位
- 2011年 - グランドスラム・パリ　2位
- 2011年 - グランプリ・デュッセルドルフ　2位
- 2011年 - ヨーロッパ選手権　3位
- 2011年 - グランプリ・バクー　5位
- 2011年 - グランドスラム・モスクワ　5位
- 2011年 - ワールド・ミリタリーゲームズ　3位
- 2011年 - グランプリ・アムステルダム　3位
- 2011年 - グランドスラム・東京　3位
- 2012年 - ワールドカップ・ソフィア　2位
- 2012年 - グランプリ・デュッセルドルフ　優勝
- 2013年 - ヨーロッパオープン・ソフィア　2位
- 2013年 - ヨーロッパオープン・オーバーヴァルト　3位
- 2013年 - ヨーロッパ選手権　優勝
- 2013年 - ワールドマスターズ　3位
- 2013年 - 地中海競技大会　優勝
- 2013年 - グランプリ・リエカ　優勝
- 2014年 - グランドスラム・パリ　3位
- 2014年 - グランプリ・デュッセルドルフ　5位
- 2014年 - ヨーロッパ選手権　7位